# Braidbach
Braidbach ist ein Gemeindeteil der Gemeinde Bastheim im unterfränkischen Landkreis Rhön-Grabfeld in Bayern.

## Geografie
Das Kirchdorf liegt im Besengau am Riedwiesenbach, der rechte Oberlauf des Braidbachs. Es liegt am Fränkischen Marienweg.

## Geschichte
Braidbach war die kleinste Gemeinde des ehemaligen Klosteramts Wechterswinkel und wurde 1161 erstmals in einer Urkunde genannt.
Am 1. Januar 1972 wurde die Gemeinde im Zuge der Gebietsreform in Bayern nach Bastheim eingegliedert.

## Kultur
Die kleine Dorfkirche St. Ulrich wurde 1715 erbaut (Jahreszahl über dem Portal) und war früher eine regionale Wallfahrtskirche. Die Sakristei stammt vermutlich aus dem Mittelalter.
Ortsvereine und Gestalter des kulturellen dörflichen Lebens sind:
- Angelverein
- Freiwillige Feuerwehr
- Gemischter Chor
- Obst- und Gartenbauverein

## Wirtschaft
Im Ort war die von 1962 bis 2013 tätige Johannes Bau GmbH mit bis zu 200 Mitarbeitern der größte Arbeitgeber.